# Paul-Armand Gette
Paul-Armand Gette (* 13. Mai 1927 in Lyon; † 8. Januar 2024) war ein französischer Künstler.

## Leben
Paul-Armand Gette, PAG, beginnt seine künstlerische Betätigung 1955 mit verkohlten Objekten, den „Calcinations“, danach, ab 1959/1960, arbeitete er mit verbalen „Kristallisationen“ und Buchdruck-Lettern. Dies sind aus unterschiedlich großen Lettern gebildete Skulpturen, Grafiken oder Fotografien. 
Ein besonderer Untersuchungsgegenstand sind „Ränder“, ob es nun ein Waldrand, ein Strand oder ein Rocksaum ist. Diese Ränder werden mit naturwissenschaftlichen Methoden beschrieben. Dazu gehört das Abfotografieren, Auflisten, Kategorisieren, wobei im Falle von Käfern und Pflanzen die Linné'sche Nomenklatur verwendet wird. 
Aufgrund dieser Arbeitsweise wird PAG der Spurensicherung, einem Teil der Konzeptkunst, zugeordnet. Die Einbeziehung wissenschaftlicher Methoden in seine Kunst führte ihn dazu, Kieselsteine zu vermessen, aufzuzeichnen, verschiedene Kieselstein-Exemplare auszuwählen, zu fotografieren und die Resultate auszustellen und zu publizieren. 
Ab 1970 beschäftigte er sich mit kleinen Mädchen. Seine damals noch minderjährigen Modelle werden fotografiert, doch in den meisten Fotografien sind – entsprechend PAG's Vorliebe für die Ränder – nur Ausschnitte, etwa ein Schuh, ein Rock oder ein Mund, abgebildet.
Zunächst wurden die kleinen Mädchen lediglich fotografiert, später, als sie erwachsen sind, wird daraus das „Berühren des Modells“ (Le toucher du modèle). Das Modell ist jedoch nicht nur das junge Mädchen (die Nymphe), sondern auch die Nymphea (Seerose). Damit spielte PAG mit der Doppeldeutigkeit und zitierte gleichzeitig den französischen Impressionisten Claude Monet mit seinen Seerosen-Bildern. 
Ein immer wiederkehrendes Thema sind die Kieselsteine, die er seit 1963 sammelte und in seinen Arbeiten verwendete.

## Projekte
- Seit 1994 arbeitete er an den "Chroniken Aphrodites".
- Seit 1966 war er Herausgeber (zusammen mit Turid Wadstein) der Zeitschrift Eter.
- Seit 1960 zahlreiche Ausstellungen, darunter Documenta 6 (1977), Biennale von São Paulo (1981), Documenta urbana (1982), Skulptur Projekte Münster (1997).